# Chiharu Watanabe
Chiharu Watanabe (渡辺 千春 Watanabe Chiharu?) (13 de abril de 1984) es un luchador profesional japonés, más conocido por su nombre artístico Kanjyuro Matsuyama. Watanabe es principalmente famoso por su trabajo en Osaka Pro Wrestling, donde se encuentra actualmente.

## Carrera

### Toryumon (2004-2006)
Watanabe debutó en Toryumon Mexico en febrero de 2004, siendo derrotado por Small Dandy Fujii. Meses más tarde, Chiharu tuvo su primera victoria al derrotar a Hajime Ohara, esta vez presentando una nueva imagen y bajo el nombre de Kanjyuro Matsuyama (松山 勘十郎 Matsuyama Kanjyouro?). Su gimmick era el de un extravagante actor de kabuki que hacía su aparición con vestimenta y maquillaje propios de ese arte, utilizando frecuentemente trucos de guerra psicológica en sus combates y realizando escenas de comedia y teatro a la menor oportunidad. Haciéndose rápidamente conocido por su habilidad con el micrófono, Matsuyama era siempre el último luchador en entrar en la arena para tener tiempo de realizar coloristas promos y así entretener a la audiencia. A pesar de formar parte de Toryumon X, Matsuyama no llegó a participar en combates de esta marca.
En 2005, Matsuyama comenzó a aparecer en Chikara como resultado de un acuerdo entre Toryumon y esta empresa, haciendo equipo con Skayde. Llegó a tener un combate por el CZW Junior Heavyweight Championship contra Mike Quackenbush, pero fue derrotado. Un año después, Matsuyama salió por fin del sistema Toryumon.

### Michinoku Pro Wrestling (2006-2007)
A finales de 2006, Matsuyama comenzó a aparecer en Michinoku Pro Wrestling, donde entró en un feudo con Otoko Sakari. Matsuyama y Sakari intercambiarían victorias y derrotas en un cómico recuento de 7 combates que se extendería hasta 2007, en el que finalmente Otoko ganó.

### Osaka Pro Wrestling (2006-presente)
En 2006, Matsuyama fue contratado por Osaka Pro Wrestling, empresa en la que se hizo enormemente popular gracias al predominio de la comedia que había en la empresa. Durante 2007, Matsuyama comenzó un feudo más bien amistoso con Ebessan III y Kuishinbo Kamen, con los que formó equipo en numerosas ocasiones. A mediados de 2008, Matsuyama ganó el OPW Meibutsu Sekaiichi Championship ante Miracle Man, y no contento con ello, creó el OPW Owarai Championship, defendiendo ambos campeonatos contra numerosos luchadores. Finalmente, en 2009 perdió el Owarai Championship ante Kikutaro y el segundo ante Kuishinbo Kamen. El mismo año, Matsuyama, Ebessan & Kamen ganaron el FM Osaka Cup 1 Day Six Man Tag Tournament ante Atsushi Kotoge, Takoyakida & Kazuaki Mihara. Tiempo después, el trío recibió una oportunidad por el UWA World Trios Championship contra los campeones del momento, Atsushi Kotoge, Takoyakida & Daisuke Harada. Contra todo pronóstico, el trío ganó el combate y el título, aunque lo perdió la semana siguiente ante Tokyo Gurentai (NOSAWA Rongai, MAZADA & FUJITA).
A finales de 2009, Matsuyama volvió a ganar el OPW Owarai Championship, reteniéndolo ante luchadores como Ebessan y Fake HG antes de perderlo ante Takoyakida.

## En lucha
- Movimientos finales
  - Koushoku Ichidai Otoko[1][2] (Stunner)[n. 1]
  - Jindaiko[1] (Double chickenwing wheelbarrow facebuster)[n. 2]
  - Sanmon[4] (Diving splash recitando "Zekkei kana, zekkei kana")[n. 3]
  - Diving elbow drop[5]

- Movimientos de firma
  - Sei[6] (Double knee backbreaker)[n. 4]
  - Wanyudo[1][2] (Reverse arm trap somersault cradle pin)[n. 5]
  - Rokurokubi[5] (Modified octopus hold)[n. 6]
  - Matsuyama Senbonzakura[1][2] (Side elbow drop con burlas)[n. 7]
  - Memaizaka[3] (Arm twist ropewalk backflip arm drag seguido de rolling kip-up con burlas)[n. 8]
  - Itoshi no Midaregami[1] (Ataque con serpentinas para enredar al rival)[n. 9]
  - Ankle lock
  - Arm wrench inside crade pin[7]
  - Bridging double chickenwing suplex[8]
  - Double leg Nelson pin[7]
  - Dropkick, a veces desde una posición elevada
  - Cartwheel hip attack a un oponente arrinconado
  - Hurricanrana[9]
  - Iconoclasm
  - Modified cross armbar[7]
  - Suicide dive

- Apodos
  - "Senryouyakusha" (Prima donna)[1]

## Campeonatos y logros
- Osaka Pro Wrestling
  - OPW Owarai Chmapionship (2 veces)
  - OPW Meibutsu Sekaiichi Championship (1 vez)
  - UWA World Trios Championship (1 vez) - con Ebessan III & Kuishinbo Kamen
  - FM Osaka Cup 1 Day Six Man Tag Tournament (2009) - con Ebessan III & Kuishinbo Kamen